# Yosel Piedra
Yosel Piedra Guillen (Santa Clara, 27 marzo 1994) è un calciatore cubano, difensore del San Carlos e della nazionale cubana.

## Caratteristiche tecniche
È un difensore centrale.

## Carriera

### Club
Ha cominciato a giocare al Villa Clara. Nel 2018 è stato acquistato dal Ciego de Ávila.

### Nazionale
Ha debuttato in nazionale l'8 dicembre 2015, nell'amichevole Nicaragua-Cuba (5-0). Ha partecipato, con la Nazionale, alla CONCACAF Gold Cup 2019.

## Statistiche

### Cronologia presenze e reti in nazionale
| Cronologia completa delle presenze e delle reti in nazionale ― Cuba | Cronologia completa delle presenze e delle reti in nazionale ― Cuba | Cronologia completa delle presenze e delle reti in nazionale ― Cuba | Cronologia completa delle presenze e delle reti in nazionale ― Cuba | Cronologia completa delle presenze e delle reti in nazionale ― Cuba | Cronologia completa delle presenze e delle reti in nazionale ― Cuba | Cronologia completa delle presenze e delle reti in nazionale ― Cuba | Cronologia completa delle presenze e delle reti in nazionale ― Cuba |
| Data                                                                | Città                                                               | In casa                                                             | Risultato                                                           | Ospiti                                                              | Competizione                                                        | Reti                                                                | Note                                                                |
| ------------------------------------------------------------------- | ------------------------------------------------------------------- | ------------------------------------------------------------------- | ------------------------------------------------------------------- | ------------------------------------------------------------------- | ------------------------------------------------------------------- | ------------------------------------------------------------------- | ------------------------------------------------------------------- |
| 9-12-2015                                                           | Managua                                                             | Nicaragua                                                           | 5 – 0                                                               | Cuba                                                                | Amichevole                                                          | -                                                                   |                                                                     |
| 11-12-2015                                                          | Esteli                                                              | Nicaragua                                                           | 1 – 0                                                               | Cuba                                                                | Amichevole                                                          | -                                                                   | 42’, 83’                                                            |
| 16-12-2015                                                          | Juticalpa                                                           | Honduras                                                            | 2 – 0                                                               | Cuba                                                                | Amichevole                                                          | -                                                                   |                                                                     |
| 9-1-2016                                                            | Panamá                                                              | Panama                                                              | 4 – 0                                                               | Cuba                                                                | Coppa America 2016 - Play-Off CONCACAF                              | -                                                                   | 75’                                                                 |
| 22-3-2016                                                           | L'Avana                                                             | Cuba                                                                | 2 – 1                                                               | Bermuda                                                             | Amichevole                                                          | -                                                                   |                                                                     |
| 30-3-2016                                                           | Remire-Montjoly                                                     | Guyana francese                                                     | 3 – 0                                                               | Cuba                                                                | Amichevole                                                          | -                                                                   | 56’                                                                 |
| 7-10-2016                                                           | L'Avana                                                             | Cuba                                                                | 0 – 2                                                               | Stati Uniti                                                         | Amichevole                                                          | -                                                                   |                                                                     |
| 23-3-2018                                                           | Managua                                                             | Nicaragua                                                           | 3 – 1                                                               | Cuba                                                                | Amichevole                                                          | -                                                                   |                                                                     |
| 26-3-2018                                                           | Managua                                                             | Nicaragua                                                           | 3 – 3                                                               | Cuba                                                                | Amichevole                                                          | -                                                                   | 25’ 57’                                                             |
| 16-8-2018                                                           | Città del Guatemala                                                 | Guatemala                                                           | 3 – 0                                                               | Cuba                                                                | Amichevole                                                          | -                                                                   |                                                                     |
| 19-8-2018                                                           | Queltzaltenango                                                     | Guatemala                                                           | 1 – 0                                                               | Cuba                                                                | Amichevole                                                          | -                                                                   |                                                                     |
| 27-8-2018                                                           | Bridgetown                                                          | Barbados                                                            | 0 – 0                                                               | Cuba                                                                | Amichevole                                                          | -                                                                   | 77’ 79’                                                             |
| 30-8-2018                                                           | Bridgetown                                                          | Barbados                                                            | 0 – 2                                                               | Cuba                                                                | Amichevole                                                          | -                                                                   | 67’                                                                 |
| 8-9-2018                                                            | L'Avana                                                             | Cuba                                                                | 11 – 0                                                              | Turks e Caicos                                                      | CONCACAF Nations League 2019-2020 - Qualificazione                  | -                                                                   |                                                                     |
| 13-10-2018                                                          | Saint George's                                                      | Grenada                                                             | 0 – 2                                                               | Rep. Dominicana                                                     | CONCACAF Nations League 2019-2020 - Qualificazione                  | -                                                                   | 70’                                                                 |
| 17-11-2018                                                          | L'Avana                                                             | Cuba                                                                | 1 – 0                                                               | Rep. Dominicana                                                     | CONCACAF Nations League 2019-2020 - Qualificazione                  | -                                                                   |                                                                     |
| 24-3-2019                                                           | Port-au-Prince                                                      | Haiti                                                               | 2 – 1                                                               | Cuba                                                                | CONCACAF Nations League 2019-2020 - Qualificazione                  | -                                                                   |                                                                     |
| 16-6-2019                                                           | Pasadena                                                            | Messico                                                             | 7 – 0                                                               | Cuba                                                                | Gold Cup 2019 - Fase a gironi                                       | -                                                                   |                                                                     |
| 20-6-2019                                                           | Denver                                                              | Cuba                                                                | 0 – 3                                                               | Martinica                                                           | Gold Cup 2019 - Fase a gironi                                       | -                                                                   |                                                                     |
| 24-6-2019                                                           | Charlotte                                                           | Canada                                                              | 7 – 0                                                               | Cuba                                                                | Gold Cup 2019 - 1º turno                                            | -                                                                   | 55’                                                                 |
| 8-9-2019                                                            | Toronto                                                             | Canada                                                              | 6 – 0                                                               | Cuba                                                                | CONCACAF Nations League 2019-2020 - 1º turno                        | -                                                                   | 32’                                                                 |
| 11-9-2019                                                           | George Town                                                         | Cuba                                                                | 0 – 1                                                               | Canada                                                              | CONCACAF Nations League 2019-2020 - 1º turno                        | -                                                                   |                                                                     |
| 25-3-2021                                                           | Città del Guatemala                                                 | Guatemala                                                           | 1 – 0                                                               | Cuba                                                                | Qual. Mondiali 2022                                                 | -                                                                   | 78’                                                                 |
| 28-3-2021                                                           | Città del Guatemala                                                 | Cuba                                                                | 1 – 2                                                               | Curaçao                                                             | Qual. Mondiali 2022                                                 | -                                                                   | 79’                                                                 |
| 2-6-2021                                                            | Città del Guatemala                                                 | Cuba                                                                | 5 – 0                                                               | Isole Vergini Britanniche                                           | Qual. Mondiali 2022                                                 | -                                                                   |                                                                     |
| 8-6-2021                                                            | Saint George's                                                      | Saint Vincent e Grenadine                                           | 0 – 1                                                               | Cuba                                                                | Qual. Mondiali 2022                                                 | -                                                                   |                                                                     |
| 11-11-2021                                                          | Managua                                                             | Nicaragua                                                           | 0 – 3                                                               | Cuba                                                                | Amichevole                                                          | 1                                                                   |                                                                     |
| 14-11-2021                                                          | Managua                                                             | Nicaragua                                                           | 2 – 0                                                               | Cuba                                                                | Amichevole                                                          | -                                                                   | 23’                                                                 |
| 3-6-2022                                                            | Les Abymes                                                          | Guadalupa                                                           | 2 – 1                                                               | Cuba                                                                | Amichevole                                                          | -                                                                   | 45’                                                                 |
| 5-6-2022                                                            | Santiago de Cuba                                                    | Cuba                                                                | 3 – 0                                                               | Barbados                                                            | Amichevole                                                          | -                                                                   | 65’                                                                 |
| 16-11-2022                                                          | Santiago de Cuba                                                    | Rep. Dominicana                                                     | 2 – 4                                                               | Cuba                                                                | Amichevole                                                          | -                                                                   |                                                                     |
| 24-3-2023                                                           | Bridgetown                                                          | Barbados                                                            | 0 – 1                                                               | Cuba                                                                | CONCACAF Nations League 2022-2023 - 1º turno                        | -                                                                   | 30’, 33’                                                            |
| 11-6-2023                                                           | Concepción                                                          | Cile                                                                | 3 – 0                                                               | Cuba                                                                | Amichevole                                                          | -                                                                   |                                                                     |
| 20-6-2023                                                           | Montevideo                                                          | Uruguay                                                             | 2 – 0                                                               | Cuba                                                                | Amichevole                                                          | -                                                                   |                                                                     |
| 27-6-2023                                                           | Fort Lauderdale                                                     | Guatemala                                                           | 1 – 0                                                               | Cuba                                                                | Gold Cup 2023 - 1º turno                                            | -                                                                   | 85’                                                                 |
| 1-7-2023                                                            | Houston                                                             | Cuba                                                                | 1 – 4                                                               | Guadalupa                                                           | Gold Cup 2023 - 1º turno                                            | -                                                                   |                                                                     |
| 4-7-2023                                                            | Toronto                                                             | Canada                                                              | 4 – 2                                                               | Cuba                                                                | Gold Cup 2023 - 1º turno                                            | -                                                                   |                                                                     |
| 8-9-2023                                                            | Santo Domingo                                                       | Haiti                                                               | 0 – 0                                                               | Cuba                                                                | CONCACAF Nations League 2023-2024 - 1º turno                        | -                                                                   |                                                                     |
| 12-9-2023                                                           | L'Avana                                                             | Cuba                                                                | 1 – 0                                                               | Suriname                                                            | CONCACAF Nations League 2023-2024 - 1º turno                        | -                                                                   |                                                                     |
| 25-3-2025                                                           | Couva                                                               | Trinidad e Tobago                                                   | 4 – 0                                                               | Cuba                                                                | Qual. Gold Cup 2025                                                 | -                                                                   | cap. 66’                                                            |
| Totale                                                              |                                                                     | Presenze                                                            | 39                                                                  |                                                                     | Reti                                                                | 1                                                                   |                                                                     |

## Palmarès

### Club

#### Competizioni nazionali
- Campeonato Nacional de Fútbol de Cuba: 3

Villa Clara: 2012, 2013, 2016